# Junior League World Series 2014
Die Junior League World Series 2014 ist die 34. Austragung der Junior League Baseball World Series, einem internationalen Baseballturnier für 13- und 14-jährige Knaben. Gespielt wird wie jedes Jahr in Taylor, Michigan.

## Teilnehmer
Die zehn Mannschaften bilden eine Gruppe aus fünf Mannschaften aus den Vereinigten Staaten und eine Gruppe aus fünf internationalen Mannschaften.
| Vereinigte Staaten                               | International                                    |
| ------------------------------------------------ | ------------------------------------------------ |
| Newark, Delaware Region Ost                      | Taichung, Chinesisch Taipeh Region Asien-Pazifik |
| Rutherfordton, North Carolina Region Südost      | Brno, Tschechien Region Europa und Afrika        |
| Eagle Pass, Texas Region Südwest                 | Regina, Kanada Region Kanada                     |
| Manhattan/Hermosa Beach, Kalifornien Region West | Willemstad, Curaçao Region Lateinamerika         |
| Midland, Michigan Region Zentral                 | Mexicali, Mexiko Region Mexiko                   |

## Ergebnisse
Die Teams werden in zwei Gruppen eingeteilt. Jeder spielt gegen Jeden in seiner Gruppe, die beiden Ersten spielen gegeneinander den Finalplatz aus. Im November 2013 wurden die Spieldaten bekannt gegeben.

### Vorrunde

#### Gruppe Vereinigte Staaten
| Platz | Region  | W | L | %     |
| ----- | ------- | - | - | ----- |
| 1.    | Südwest | 3 | 1 | 0.750 |
| 2.    | West    | 3 | 1 | 0.750 |
| 3.    | Südost  | 2 | 2 | 0.500 |
| 4.    | Zentral | 1 | 3 | 0.250 |
| 5.    | Ost     | 1 | 3 | 0.250 |

| Datum       | Zeit  | Begegnung | Begegnung | Begegnung | Ergebnis |
| ----------- | ----- | --------- | --------- | --------- | -------- |
| 9. August   | 11:00 | West      | –         | Südost    | 8:7      |
| 9. August   | 17:00 | Südwest   | –         | Zentral   | 7:1      |
| 10. August  | 11:00 | Ost       | –         | Südwest   | 4:6      |
| 10. August  | 20:00 | Südost    | –         | Zentral   | 4:1      |
| 12. August  | 14:00 | West      | –         | Zentral   | 9:6      |
| 12. August  | 17:00 | Südost    | –         | Ost       | 1:7      |
| 13. August  | 11:00 | Ost       | –         | Zentral   | 2:4      |
| 13. August  | 20:00 | Südwest   | –         | West      | 10:6     |
| 14. August* | 14:00 | Südost    | –         | Südwest   | 17:3     |
| 14. August* | 20:00 | West      | –         | Ost       | 10:0     |

* Alle Spiele vom 11. auf den 14.8. verschoben.

#### Gruppe International
| Platz | Region            | W | L | %     |
| ----- | ----------------- | - | - | ----- |
| 1.    | Asien-Pazifik     | 4 | 0 | 1.000 |
| 2.    | Lateinamerika     | 2 | 2 | 0.500 |
| 3.    | Kanada            | 2 | 2 | 0.500 |
| 4.    | Mexiko            | 2 | 2 | 0.500 |
| 5.    | Europa und Afrika | 0 | 4 | 0.000 |

| Datum       | Zeit  | Begegnung         | Begegnung | Begegnung         | Ergebnis |
| ----------- | ----- | ----------------- | --------- | ----------------- | -------- |
| 9. August   | 14:00 | Lateinamerika     | –         | Mexiko            | 4:6      |
| 9. August   | 20:00 | Kanada            | –         | Europa und Afrika | 20:11    |
| 10. August  | 14:00 | Europa und Afrika | –         | Asien-Pazifik     | 0:13     |
| 10. August  | 17:00 | Kanada            | –         | Mexiko            | 7:6      |
| 12. August  | 11:00 | Mexiko            | –         | Europa und Afrika | 11:1     |
| 12. August  | 20:00 | Asien-Pazifik     | –         | Lateinamerika     | 3:2      |
| 13. August  | 14:00 | Europa und Afrika | –         | Lateinamerika     | 2:20     |
| 13. August  | 17:00 | Kanada            | –         | Asien-Pazifik     | 0:18     |
| 14. August* | 11:00 | Lateinamerika     | –         | Kanada            | 4:3      |
| 14. August* | 17:00 | Mexiko            | –         | Asien-Pazifik     | 0:4      |

* Alle Spiele vom 11. auf den 14.8. verschoben.

### Finalrunde
|  | US und Intern. Finale | US und Intern. Finale |             |                   | Weltmeisterschaft | Weltmeisterschaft |
|  |                       |                       |             |                   |                   |                   |
|  | 15. August            |                       |             |                   |                   |                   |
|  | US1 Südwest           | 4                     |             |                   |                   |                   |
|  | US2 West              | 2                     |             |                   | 16. August        | 16. August        |
|  |                       |                       | US1 Südwest | 1                 |                   |                   |
|  | 15. August            | 15. August            |             | IN1 Asien-Pazifik | 9                 |                   |
|  | IN1 Asien-Pazifik     | 10                    |             |                   |                   |                   |
|  | IN2 Lateinamerika     | 2                     |             |                   |                   |                   |
|  |                       |                       |             |                   |                   |                   |

## Weblink
- Offizielle Webseite der Junior League World Series